# Dunning-Krugerov efekt
Dunning-Krugerov efekt kognitivna je pristranost u kojoj ljudi s ograničenom kompetencijom u određenom području precjenjuju svoje sposobnosti. Prvi su ga opisali David Dunning i Justin Kruger 1999. godine. Neki istraživači također uključuju suprotan učinak za osobe s visokim učinkom: njihovu sklonost podcjenjivanju svojih vještina. U popularnoj kulturi, Dunning-Krugerov učinak često se pogrešno shvaća čisto kao tvrdnja o općem pretjeranom samopouzdanju ljudi niske inteligencije umjesto specifičnog pretjeranog samopouzdanja ljudi koji nisu kvalificirani za određeni zadatak. 
Daljnjim istraživanjem otkriveno je da u pogrešnoj procjeni vlastite inteligencije ulogu ima i vanjski faktor tako da muškarci smatraju kako u prosjeku imaju za 5 bodova višu inteligenciju, dok žene misle da imaju za 5 bodova nižu inteligenciju od stvarne.